# Pommes noisette
Pour les articles homonymes, voir Pomme (homonymie) et noisette.
Ne doit pas être confondu avec Pommes dauphine.
Les pommes noisette, pommes de terre noisette, patate ronde, boules ou billes sautées, spécialité culinaire française, sont des boules  de pommes de terre sautées au beurre.

## Pommes de terre noisette
« Lever les pommes à la cuillère ronde (cuillère à pomme parisienne) de la grosseur d'une belle noisette. Les assaisonner ; les cuire au beurre en ayant soin de les tenir dorées et moelleuses. »
L'expression « pommes noisette », par analogie avec la forme des noisettes, est attestée depuis 1887, dans une recette de « Carré de veau garni aux pommes noisettes » publiée dans le Progrès des cuisiniers (journal de la Fédération ouvrière des cuisiniers de France) du 15 novembre 1887.
Les pommes parisiennes sont une variante des pommes noisette taillées un peu plus petites, préparées avec une cuillère à pomme parisienne. Lorsqu'elles sont cuites, on les roule dans de la glace de viande blonde dissoute et on les saupoudre de persil haché. 
Les industriels de la transformation de la pomme de terre produisent des pommes noisette préfrites surgelées. Celles-ci sont préparées à partir de purée de pommes de terre formée en boules et de divers additifs destinés à assurer une bonne conservation.